# Medicina Integrada del Adulto
La especialidad en Medicina Integrada, se define como la atención continuada de primer contacto, que conjunta en el acto médico las acciones de prevención, promoción, curación y rehabilitación; enfocada a las enfermedades crónico-degenerativas, emocionales y adictivas, infectocontagiosas, accidentes y violencia, según el perfil epidemiológico prevalente en cada región epidemiológica.
En México, el inicio de la formación de médicos en esta especialidad se inició en el año 2006 en diferentes sedes a lo largo de la República. Sin embargo, los contenidos curriculares están adaptados en muchos países. Por ejemplo, la especialidad se denomina "Medicina Integrada y Gestión" en el Perú.

## Objetivos y Justificación
El objetivo principal de esta Nueva Especialidad es contar con especialistas médicos con capacidad resolutiva para la prestación de servicios de salud de primer contacto, segundo y su vinculación con los servicios de medicina de alta especialidad.
Son tres los pilares fundamentales, que sustentan el desarrollo de esta nueva especialidad médica:
1º.- La transición demográfica
2º.- Su impacto en la morbilidad y mortalidad
3º.- Y la falta de vinculación entre la atención en los grandes centros hospitalarios especializados y la atención de primer contacto en la comunidad.
Hoy en día los adultos y adultos mayores constituyen poco más de la mitad de la población general y de acuerdo a proyecciones en los censos de población, en los próximos años se verá una inversión en la pirámide poblacional. Llama la atención que el grupo etario de más crecimiento es el de mayores de 65 años en un 3.75% anual; aunado a esto, se observa también un incremento en la esperanza de vida que actualmente es de 78.2 años para la mujer y 73.7 años para el hombre y se espera que para el 2050 sea de 85.5 años (fenómeno llamado “Envejecimiento Poblacional”).
El impacto es y será determinante y contundente en la demanda asistencial. Los adultos mayores representan ya en la actualidad los nuevos usuarios de los servicios de salud, con una carga creciente de patologías crónicas y degenerativas, discapacitantes muchas de ellas, que llevan implícito un consumo enorme de recursos para su atención, los retos son grandes, pues se debe asegurar que los individuos que lleguen a viejos, se encuentren y se mantengan funcionales, o por lo menos con una calidad de vida aceptable.
En México, en 1900, el total de muertes en población mayor de 65 años era apenas del 8.3 %, para 1980 alcanzaba el 31.3%, y para el año 2000, de acuerdo a cifras del INEGI, la cifra alcanzó el 49.6%.
Las causas de morbimortalidad principales reportadas son: las enfermedades cardiovasculares, la diabetes mellitus, las enfermedades cerebrovasculares y la enfermedad pulmonar obstructiva crónica (que representan el 42.7% de las defunciones); pero también se encuentran otras no menos significativas como los tumores malignos, la cirrosis hepática y las enfermedades infecciosas agudas (neumonías), etc.
Por otro lado, en el contexto social actual y la influencia de movimientos migratorios, se está generando mayor incidencia de patologías emergentes y re-emergentes infecciosas (SIDA, Hepatitis y Tuberculosis), las relacionadas con estilos de vida (Accidentes, Violencia, etc.), además de un aumento en la incidencia de trastornos emocionales (depresión, suicidio y adicciones), que también impacta de manera directa y determinante sobre el perfil epidemiológico de México.
Se ha observado también en el esquema de salud actual un fenómeno de desvinculación entre los diversos niveles de atención y los centros hospitalarios altamente especializados, saturados y con sobre demanda. No hay continuidad entre la atención especializada y sub especializada y la atención de primer y segundo contacto en la comunidad.
Los centros comunitarios ya sea Centros de Salud u Hospitales Comunitarios están relegados sólo al primer nivel de atención (prevención y promoción de la salud) y en el segundo caso a una atención deficiente, no resolutiva y sin el seguimiento pertinente; no se da continuidad o extensión de la atención especializada, para aquellos enfermos que se encuentran en fases avanzadas de la historia natural de la enfermedad.
La formación de Recursos Humanos Calificados, debe entonces garantizar a través de un marco estratégico la consolidación del Sistema Nacional de Salud, ocupando la Atención de Primer Contacto un lugar central o prioritario (Modelo Integrador de Atención a la Salud; MIDAS) en una Línea Horizontal de continuidad respecto a la atención hospitalaria y de coordinación con los servicios, para satisfacer las demandas sociales y sanitarias de una población más sensibilizada e informada, que reclama una atención eficaz y eficiente de calidad.
Los médicos de primer contacto deben aumentar su poder resolutivo, organizar la atención por otros especialistas y realizar consejo y tutela de los pacientes a lo largo de todo el sistema sanitario. Así mismo deben atender a las personas no sólo en su dimensión individual, sino también en su contexto comunitario, con una orientación hacia el entorno biopsicosocial.
Por lo anterior, esta especialidad está altamente orientada hacia la atención del adulto y adulto mayor, con un enfoque muy preciso: La Especialización en problemas de salud relacionados con el Perfil Epidemiológico de Morbilidad y Mortalidad Prevalente en una región o entidad federativa, atendiendo la Transición Demográfica y con carácter resolutivo y de vinculación en el primer contacto.
No debemos perder de vista la importancia que tiene y debe tener la prevención y promoción de la salud en todos los niveles de atención, y es aquí donde un médico especialista en Medicina Integrada del Adulto tendrá su mejor escenario al conjuntar las actividades del Primer Contacto y las herramientas o aptitudes necesarias y competentes, para brindar una Atención Continuada (extensión) de la medicina aplicada en centros especializados, sirviendo de vínculo idóneo para la comunidad.